# Róbert Demjan
Róbert Demjan, né le 26 octobre 1982 à Levoča (alors ville de Tchécoslovaquie), est un footballeur professionnel slovaque. Il occupe le poste d'attaquant à Iskra Borčice.

## Biographie

### Au Podbeskidzie Bielsko-Biała, en Pologne
À l'été 2010, Róbert Demjan rejoint la Pologne et le club du Podbeskidzie Bielsko-Biała, pensionnaire de deuxième division, sur la base d'un contrat d'un an et demi. Deuxième meilleur buteur du club lors de sa première saison avec neuf réalisations, il lui permet d'accrocher la deuxième place du classement et d'accéder à l'élite pour la première fois de son histoire, après plus de cent ans d'existence.
Le 1er août 2011, pour le premier match du Podbeskidzie en première division, Demjan inscrit le premier but du club dans la compétition. Par la suite, même si l'attaque du Podbeskidzie n'est pas la plus prolifique du championnat, le Slovaque et ses équipiers réussissent leur opération maintien, avec onze points d'avance sur le premier relégable, le ŁKS Łódź. Toutefois, la saison suivante est très différente et le Podbeskidzie accuse de nombreux points de retard sur ses concurrents dès les premières journées. Relégable à partir du mois d'octobre, le club entame pourtant sa remontée à la mi-saison, sous l'impulsion de son buteur. Meilleur réalisateur du championnat après la 25e journée avec douze buts, Róbert Demjan permet au Podbeskidzie de revenir à trois points du quatorzième et premier non relégable. Convoité par plusieurs grands clubs polonais, il attire également le regard du sélectionneur slovaque Michal Hipp. Finalement, Demjan et le Podbeskidzie parviennent à se sauver lors de la dernière journée, aux dépens du GKS Bełchatów. Buteur lors du dernier match, il donne une victoire décisive à son club, et conforte par la même occasion son statut de meilleur buteur du championnat. Quelques jours plus tard, lors du gala de la ligue, il reçoit le prix de meilleur joueur du championnat.

## Palmarès
- Meilleur buteur du championnat polonais : 2013 (14 buts)
- Meilleur joueur du championnat polonais : 2013[6]